# Charles S. Roberts
Charles S. Roberts, född 3 februari 1930, död 20 augusti 2010 i Baltimore, Maryland, var en amerikansk speldesigner och företagare.
Roberts är känd som de (moderna) "konfliktspelens fader". 1954 startade han det företag som fyra år senare blev spelföretaget Avalon Hill, efter att under ett par år sålt egenkonstruerade spel i mindre skala. Avalon Hill skulle sedan komma att dominera konfliktspelshobbyn under ett par decennier. Bland Roberts bidrag till konfliktspelens utveckling var införandet av spelplan med hexagoner samt stridssystem med uträknande av odds och användande av en "CRT" (Combat Results Table), något som efter spelet Gettysburg blev i det närmaste standard för konfliktspel. Hexagonkartorna var inget som Roberts uppfann själv, men han tillämpade dem i kommersiella spel. Stridsresultattabellen (CRT) anses vara hans uppfinning. Ytterligare en innovation som Roberts var med att introducera var att basera spel på omfattande historisk research. Efter att ha sålt Avalon Hill till Monarch 1962 fortsatte Roberts i förlagsbranschen och skrev böcker om järnvägshistoria. Från och med 1988 delas ett pris ut i Roberts namn: The Charles S. Roberts Award.